# طه إسماعيل
طه إسماعيل لاعب ومدرب كرة قدم مصري شهير. لعب للنادي الأهلي المصري ومنتخب مصر وتولى تدريبهما.

## البداية
وُلد طه إسماعيل في 8 فبراير 1939 بالمعادى، وبدأ ممارسة اللعبة في شوارع الحي ثم التحق بالمدرسة الابتدائية في عام 1943 وانضم بعدها إلى النادي المصري القاهري وتألق بشكل لافت للنظر مع زميله ميمي الشربيني قبل أن يكتشفهما الاهلى ـ مكتشف النجوم في ذلك الوقت ـ لينضم طه إسماعيل إلى صفوف الأهلي عام 1951.
بعد أيام معدودة من انضمامه للأهلي اختاره المدرب المجرى تيتكوش المدير الفني للأهلي لأداء إحدى المباريات الاستعراضية في معسكر النادي بمرسى مطروح، ونجح الشيخ طه في إحراز هدفين فاز بهما الأهلي لينضم لصفوف الفريق الأول ويبدأ رحلته داخل المستطيل الأخضر.

## كلاعب
استمر الشيخ طه مع الفريق الأول بالأهلي لمدة عشر سنوات حصد خلالها العديد من البطولات المحلية بالإضافة ولقب بقاعدة الصواريخ إلى فوزه بلقب أفضل لاعب في مصر عامي 1961 و1962. وقد امتاز بوفرة مجهوده وقدرته على اللعب في أكثر من مركز حيث لعب في مركز الدفاع الأيسر كما لعب كجناح أيسر وفي قلب الهجوم.

## اعتزاله
اتخذ نجم الأهلي السابق قراره باعتزال اللعبة وقرر التحول إلى العمل التدريبي فسافر نهاية عام 1967 إلى ألمانيا الشرقية للحصول على دورات تدريبية متقدمة في التدريب عاد بعدها ليتولى تدريب فريق بنها ولكنه لم يستمر أكثر من عام في منصبه.
مع بداية عام 1969 أعلن الشيخ طه أنه سيعود للملاعب وبدأ في إنقاص وزنه والعودة للتدريبات لاكتساب اللياقة البدنية ولكن توقف النشاط الرياضي في مصر لمدة تزيد عن خمس سنوات بسبب حرب الاستنزاف جعله يقرر اعتزال اللعب نهائيا في عام 1970.

## كمدرب
تولى الشيخ طه تدريب منتخبات الأردن والسعودية والمنتخب الوطني الأول بالإضافة إلى النادي الأهلي المصري والعديد من اندية السعودية والإمارات ونجح في الفوز معه بعدة بطولات.

## روابط خارجية
- طه إسماعيل على موقع قاعدة بيانات كرة القدم.إي يو (الإنجليزية)
- طه إسماعيل على موقع ناشيونال فوتبول تيمز (الإنجليزية)
- طه إسماعيل على موقع أوليمبيديا (الإنجليزية)